# Obersaal (Windeck)
Obersaal war eine Ortschaft in der Gemeinde Windeck im Rhein-Sieg-Kreis. Sie bildet heute den westlichen Teil von Saal.

## Lage
Obersaal liegt auf dem Leuscheid. Nachbarorte sind neben Niedersaal Leuscheid im Südwesten und Locksiefen im Nordosten. 

## Geschichte
Das Dorf gehörte zum Kirchspiel Leuscheid und zeitweise zur Bürgermeisterei Herchen.
1830 hatte Saal 132 Bewohner.
1845 hatte der Weiler Obersaal 85 Einwohner in 14 Häusern, acht Katholiken und 77 Lutheraner. 1888 hatte Niedersaal 95 Bewohner in 21 Häusern.
In Obersaal gab es damals 29 Haushalte: Ackerer Wilhelm Ackermann, Fabrikarbeiter Karl Engel, Ackerer Wilhelm Eschmann, Ackerin Witwe Gerhard Fuhr, Ackerer Julius Fuhr, Ackerer Karl Fuchs, Schuster Franz Karl Geilhausen, Tagelöhner Gerhard Geilhausen, Ackergehilfe Karl Geilhausen, Ackerer Christian Henrichs, Ackerer Wilhelm Henrichs, Bäcker und Wirt Friedrich Himmeröder, Ackerer Heinrich Himmeröder, Bergmann Karl Himmeröder, Ackerer Heinrich Klein, Ackerer Peter Krämer, die erwerbslose Emilie Merten, Ackerer Heinrich Merten, Witwe Ackerer Peter Merten, Ackerer Wilhelm Merten, Ackerer Wilhelm Sohlbach, Ackerer Friedrich Wilhelm Schmidt, Zimmermann Wilhelm Schmidt, die Ackerer Karl und Wilhelm Schumacher, die Ackerer Friedrich Karl und Karl Wilhelm Steinhauer und Maurer Heinrich Weyand.
1962 wohnten hier 149 und 1976 200 Personen.